# Шагым
Шагым (кирг. Шагым) — село в Узгенском районе Ошской области Кыргызстана. Входит в состав Куршабского аильного округа. Код СОАТЕ — 41706  255 853 03 0

## Население
По данным переписи 2023 года, в селе проживало 2 906 человек.